# Timàlia de Harington
La timàlia de Harington (Cyanoderma ambiguum) és un ocell de la família dels timàlids (Timaliidae).

## Hàbitat i distribució
Viu entre la malesa densa, matolls, herba, bambú i arbusts al nord-est de l'Índia, nord de Myanmar, sud-oest de la Xina, nord i est de Tailàndia, nord d'Indoxina i sud de Laos.

## Taxonomia
Classificada al gènere Stachyridopsis, va ser inclosa a Cyanoderma pel Congrés Ornitològic Internacional arran treballs com el de Dickinson et Christidis 2014.
Ha estat considerat pel Handbook of the Birds of the World un grup subespecífic de Cyanoderma ruficeps.